# Psychoda nya
Psychoda nya és una espècie d'insecte dípter pertanyent a la família dels psicòdids.

## Descripció
- Femella: cos marró clar, potes marrons, antenes d'1 mm de llargària i 14 artells, membranes alars clares, placa subgenital ampla amb els costats aguts i concavitat apical marcada, espermateca allargada i ales d'1,7 mm de longitud i 0,6 d'amplada.
- El mascle no ha estat encara descrit.[2]

## Distribució geogràfica
Es troba a l'illa de Borneo.